# Paralelo 62 S
O Paralelo 62S é um paralelo no 62° grau a sul do plano equatorial terrestre.

## Dimensões
Conforme o sistema geodésico WGS 84, no nível de latitude 62° S, um grau de longitude equivale a 52,4 km; a extensão total do paralelo é portanto 18.863 km, cerca de 47 % da extensão do Equador, da qual esse paralelo dista 6.877 km, distando 3.125 km do polo sul.

## Cruzamentos
O paralelo 62 S não cruza outra terra firme além da Ilha do Rei George das Ilhas Shetland do Sul (cruzada em 50 km). 